# David Allain
Pour les articles homonymes, voir Allain (homonymie).
David V. Allain, né le 8 octobre 1870 à Néguac (Nouveau-Brunswick) et mort le 15 avril 1945 dans la même ville, est un marchand, fermier et homme politique canadien.

## Biographie
Né le 8 octobre 1870 à Néguac au Nouveau-Brunswick, David V. Allain est le fils de Vital Allain et de Mary Auger. Il étudie à la Grammar School de Dalhousie. Il épouse Hélène Allain le 26 octobre 1890 puis Alice Cry en deuxièmes noces. Il a 10 enfants. Il est député du comté de Northumberland à l'Assemblée législative du Nouveau-Brunswick de 1917 à 1920 en tant que libéral ainsi que membre du conseil municipal du comté.
David Allain meurt le 15 avril 1945 à Néguac.